# Podium sexdentatum
Podium sexdentatum là một loài côn trùng cánh màng trong họ Sphecidae, thuộc chi Podium. Loài này được Taschenberg miêu tả khoa học đầu tiên năm 1869.